# Tempo verbal
Um tempo verbal é a classe gramatical que diz respeito ao tempo. Os tempos verbais são classificados em três tipos: presente, passado e futuro.
Toda a língua é capaz de expressar inúmeras distinções de tempo: "logo", "amanhã", "na próxima quarta-feira", "às duas da tarde", "há dois anos". A categoria gramatical de tempo é, pois, a gramaticalização do tempo. Na maioria das línguas, a categoria gramatical de tempo é indicada nos verbos, mas há exceções.
Em algumas línguas, a categoria gramatical de tempo inexiste por completo. É o caso do chinês, onde não existe nada que equivalha ao contraste "eu estou indo" / "eu estava indo" do português. Algumas línguas que dispõem da categoria, distinguem apenas dois tempos; outras têm três, quatro, cinco ou mais tempos; na língua africana Ngyembɔɔn-Bemileke-dschang distinguem-se onze tempos.
A língua chinesa tem formas verbais adequadas para distinguir três situações temporais, definidas a partir do momento de fala (nos exemplos que seguem esses tempos aparecem entre colchetes): tempos passados, como ‘... [chutou] o adversário sem bola e [foi expulso] aos 25 min do segundo tempo...’, que se aplicam a fatos anteriores ao momento de fala; tempos presentes como ‘...chuta... a bola [sai] prensada... por cima’, ‘... o time [está] nesse momento com dez jogadores, um atacante [está sendo atendido] fora do campo...’ que se aplicam a fatos contemporâneos ao momento de fala, e tempos futuros, que se aplicam a fatos posteriores ao momento de fala ‘...o próximo jogo [será] em Buenos Aires...’.
Na expressão do tempo pelas formas verbais, contudo, não há uma correspondência exata entre formas verbais e situações temporais; muitas formas se prestam para indicar verdades atemporais ("bobeou, dançou"; "errou, tem que pagar"; a água ferve a cem graus Celsius), e além disso a forma do futuro, sempre disponível em princípio, é pouco usada; em seu lugar é comum encontrar perífrases que se baseiam em formas presentes, por exemplo:
- "Viajo na semana que vem para Ribeirão Preto"
- "Estou viajando na semana que vem para Ribeirão das Neves"
- "Ela vai morar no exterior"

O pouco uso do tempo futuro e a capacidade do tempo presente de indicar ora fatos posteriores ao momento de fala (‘futuros’), levaram alguns estudiosos a dizer que a principal distinção de tempo, no português do Brasil, não é entre passado, presente e futuro, mas entre o passado e presente-futuro.
Se aceitarmos essa ideia, teremos que admitir que o português efetivamente falado no Brasil tem um quadro de tempos de alguma forma semelhante ao do inglês, onde não existe um futuro distinto dos demais tempos verbais[carece de fontes?]. De fato, os falantes de inglês usam uma série de formas do não passado para expressar uma variedade de atitudes com respeito a acontecimentos futuros:
- I go to London tomorrow, ‘Eu vou para Londres amanhã’;
- I’m going to London tomorrow, ‘Estou indo para Londres amanhã’;
- I’ll go to London tomorrow ‘literalmente, ‘Vou ir para Londres amanhã’;
- I’ll be going to London tomorrow, literalmente, ‘Vou estar indo para Londres amanhã’;
- I must go to London tomorrow, ‘Preciso ir para Londres amanhã’.

Todos esses exemplos trazem representações de fatos futuros nos quais estão envolvidos não só noções de tempo, mas também de aspecto e de modalidade.
Além dos tempos que tomam como referência o momento de fala, o português tem também alguns tempos verbais que situam os fatos em relação a algum outro momento. Trata-se geralmente de um momento salientado pelo contexto, podendo ser, por sua vez, um momento passado ou futuro.
Exemplos:
- Ao olhar o relógio, percebeu que chegaria atrasado (a chegada é posterior ao momento de olhar o relógio, que é passado).
- No meio da escalada, o alpinista passou pelo ponto onde seu antigo instrutor morrera alguns anos antes (a morte do antigo instrutor é anterior à passagem do alpinista, que é passada).

## Modos e tempos verbais

### Indicativo
O verbo expressa uma ação que provavelmente acontecerá, uma certeza, trabalhando com reais possibilidades de concretização da ação verbal ou com a certeza comprovada da realização daquela ação.
O modo indicativo possui os seguintes tempos verbais: presente, pretérito perfeito, pretérito imperfeito, pretérito mais-que-perfeito, futuro do presente e futuro do pretérito.

#### Presente
No presente, é onde se expressa uma ação atual.
```
  Estudo aqui há dois anos.
```

Representam ações que se passam no momento atual, ou seja, no momento do discurso.
```
  Estou cansado.
```

#### Passado
No passado, temos o pretérito perfeito, pretérito imperfeito e o pretérito mais-que-perfeito.

##### Pretérito Perfeito
Expressa uma ação que aconteceu em um momento anterior e que foi totalmente terminada.
```
  Ela estudou toda a matéria ontem à noite.
```

Expressa uma ação que começou no passado e que pode se prolongar até o momento atual.
```
  Tenho estudado bastante para as provas. (Forma composta)
```

##### Pretérito Imperfeito
Expressa uma ação no passado que ainda se decorria no momento em que uma outra aconteceu.
```
  Eu estudava quando o Eduardo bateu na porta.
```

Expressa uma ação ocorrida num momento anterior ao atual, mas que não foi completamente terminada.
```
  Ele voltava para casa, quando se teve um acidente.
```

##### Pretérito Mais-que-perfeito
Expressa uma ação que ocorreu antes de outra já terminada.
```
  Ele estudara já toda a matéria quando os seus amigos chegaram.
```

```
  Ele já tinha estudado as lições quando os amigos chegaram. (Forma composta)
```

#### Futuro

##### Futuro do Presente
Uma ação que vai ocorrer em breve, em relação ao momento atual.
```
  Ela estudará biologia amanhã.
```

Uma ação que vai ocorrer depois do momento atual, mas já terminando antes de outro fato futuro.
```
  Antes dele partir, todos já terão se despedido dele. (Forma composta)
```

##### Condicional (português europeu) ou Futuro do Pretérito (português brasileiro)
Uma ação que pode acontecer depois de uma determinada ação passada.
```
  Se eu tivesse tempo, iria  contigo amanhã.
```

Uma ação que poderia ter acontecido depois a uma determinada ação passada.
```
  Se eu tivesse esse tempo, teria ido contigo ontem. (Forma composta)
```

### Conjuntivo(português europeu)ousubjuntivo(português brasileiro)
O modo subjuntivo/conjuntivo é considerado o modo verbal que, ao contrário do indicativo expressa uma ideia de dúvida, exprime uma ação hipotética. Este modo verbal possui uma extrema dependência de outro verbo. O modo subjuntivo geralmente se apresenta nas orações subordinadas, nas quais sua utilização está ligada ao sentido que se pretende dar à ação verbal.
Os tempos existentes no modo subjuntivo são: presente, pretérito perfeito, pretérito imperfeito, pretérito mais-que-perfeito e futuro.

#### Presente
Enuncia uma ação que pode ocorrer no momento atual. Indica uma possibilidade, uma ação incerta no presente.
- É conveniente que estudes para o exame.

#### Pretérito Perfeito
É um tempo composto que expressa uma ação totalmente terminada num momento passado.
- Embora tenha estudado bastante, não passou no teste.

#### Pretérito Imperfeito
Indica a possibilidade de uma ação ter acontecido ou não.
Expressa uma ação passada, mas posterior a outra já ocorrido.
- Eu esperava que ele vencesse o jogo.

Também usado nas construções em que se expressa a ideia de condição ou desejo.
- Se ele viesse ao clube, participaria do campeonato.

#### Pretérito Mais-que-perfeito
É um tempo composto que expressa uma ação ocorrida antes de outra já terminada.
- Embora o teste já tivesse começado, alguns alunos puderam entrar na sala de exames.

#### Futuro
Indica a possibilidade de uma ação vir a acontecer. Enuncia uma ação que pode ocorrer num momento futuro em relação à atual.
- Quando ele vier à loja, levará as encomendas.

Também é usado em frases que indicam possibilidade ou desejo.
- Se ele vier à loja, levará as encomendas.

Na forma composta, indica uma ação posterior ao momento atual mas já terminada antes de outra futuro.
- Quando ele tiver saído do hospital, nós o visitaremos.

### Imperativo
O verbo indica uma ordem, um pedido, uma sugestão, uma recomendação, um alerta, um convite ou um conselho.
No imperativo, não existe a primeira pessoa do singular (eu).
O imperativo é indeterminado em tempo. Supõe-se que a ação se dará no futuro.

#### Imperativo Afirmativo
Na segunda pessoa (tu ou vós) usa-se o verbo conjugado tal qual no presente do indicativo cortando-se a letra s. A exceção é o verbo "ser": sê tu, sede vós.
Para a terceira pessoa (você ou vocês) e para a primeira do plural (nós), usa-se o verbo conjugado tal qual o presente do subjuntivo. 
Retira-se a palavra QUE e não se corta a letra S.

#### Imperativo Negativo
No imperativo negativo, todas as pessoas coincidem com a forma verbal do presente do subjuntivo. Não se corta a letra S, mas retira-se a palavra QUE.

## Formação dos tempos simples
Quanto à formação dos tempos simples, estes dividem-se em primitivos e derivados.
Primitivos: presente do indicativo, pretérito perfeito do indicativo e infinitivo impessoal.
Derivados do Presente do Indicativo: presente do subjuntivo, imperativo afirmativo e imperativo negativo.
Derivados do Pretérito Perfeito do Indicativo: pretérito mais-que-perfeito do indicativo, pretérito imperfeito do subjuntivo e futuro do subjuntivo.
Derivados do Infinitivo Impessoal: futuro do presente do indicativo, futuro do pretérito do indicativo, pretérito imperfeito do indicativo, infinitivo pessoal, gerúndio e particípio.